# 六屯镇
六屯镇，是中华人民共和国贵州省貴陽市修文县下辖的一个乡镇级行政单位。
2013年4月25日，贵州省人民政府批复同意撤销六屯乡，设置六屯镇，镇人民政府驻都堡村。

## 行政区划
六屯镇下辖以下地区：
都堡村、新埔村、安全村、高峰村、长田村、星中村、全心村、独山村、西冲村、大寨村、三寨村、小木村和大木村。